# Alena Bílková
Alena Bílková (nascida a 13 de setembro de 1946) é uma gravadora e artista de vidro checa.
Bílková nasceu em Usti nad Labem e inicialmente estudou na Escola Secundária de Artes Aplicadas à Fabricação de Vidro em Železný Brod. Durante a sua carreira expôs extensivamente em toda a República Checa. Na Academia de Artes, Arquitetura e Design de Praga continuou os seus estudos com Stanislav Libenský. Casada por muito tempo com o artista e restaurador Michael Bílek, ela costumava expor as suas obras juntamente com ele. Durante a sua carreira trabalhou principalmente como gravadora.
Uma obra de mídia mista de 1990 de Bílková, Z Cyklu voda "svetla", é propriedade da Galeria Nacional de Arte.